# Соскоподібний відросток
Соскоподібний відросток, пипкуватий відросток (лат. processus mastoideus, від грец. μαστός — «жіноча грудь») — відросток, утворений соскоподібною частиною скроневої кістки і розташований у нижньо-задній (соскоподібній) частині цієї кістки. У той час як у новонароджених соскоподібний відросток помітно не виражений, замість нього присутній лише невеликий соскоподібний горбок (tuberculum mastoideum); пізніше він швидко розвивається, стаючи місцем кріплення кількох м'язів.
Розташований дорсальніше і нижче вушного каналу, латеральніше шилоподібного відростка, він має вигляд конічного або пірамідального виступу. Може значно відрізнятися за формою і розмірами (наприклад, у чоловіків він більший, ніж у жінок). Усередині відростка знаходяться пазухи — соскоподібні комірки (cellulae mastoideae), найбільша з яких називається соскоподібною печерою (antrum mastoideum), вона має сполучення з барабанною порожниною через вхід до печери (aditus ad antrum). Ззовні до нього кріпляться груднинно-ключично-соскоподібний м'яз, заднє черевце двочеревцевого м'яза, ремінний м'яз голови та найдовший м'яз. На медіальному боці відростка проходить глибока борозна — соскоподібна вирізка (incisura mastoidea), до якої кріпиться двочеревцевий м'яз; медіальніше вирізки розташована мілка борозна (sulcus arteriae occipitalis), де проходить потилична артерія. У задній частині часто присутній соскоподібний гребінь (crista mastoidea). Ззаду відростка, ближче до заднього краю скроневої кістки, розташований соскоподібний отвір (foramen mastoideum), через який проходить соскоподібна емісарна вена. Між соскоподібним і шилоподібним відростками розташовується шило-соскоподібний отвір (foramen stylomastoideum), через який проходить лицевий нерв. Між барабанною частиною скроневої кістки і соскоподібним відростком розташовується барабанно-соскоподібна щілина (fisura tympanimastoidea), від якої до яремної ямки йде соскоподібний каналець (canaliculus mastoideus), у якому проходить гілка блукаючого нерва.
Інтракраніально частину соскоподібного відростка, поряд з комірками, займає борозна сигмоподібного синуса (sulcus sinus sigmoidei), яка є місцем розташування однойменного синуса твердої мозкової оболони. Вона може знаходитися в більшому чи меншому віддаленні від соскоподібної печери.
Найпоширенішим захворюванням соскоподібного відростка є його запалення — мастоїдит.